# Lehamite Falls
Lehamite Falls é uma  cascata localizada no Parque Nacional de Yosemite, na Sierra Nevada, Califórnia.

## Outros nomes
- East Fork of Indian Creek
- Little Winkle Branch